# 美國海軍預備役
美國海軍預備役（英語：United States Navy Reserve，USNR）是美國海軍的後備兵力
。

## 外部連結
- 官方網站 （页面存档备份，存于）